# Karagana

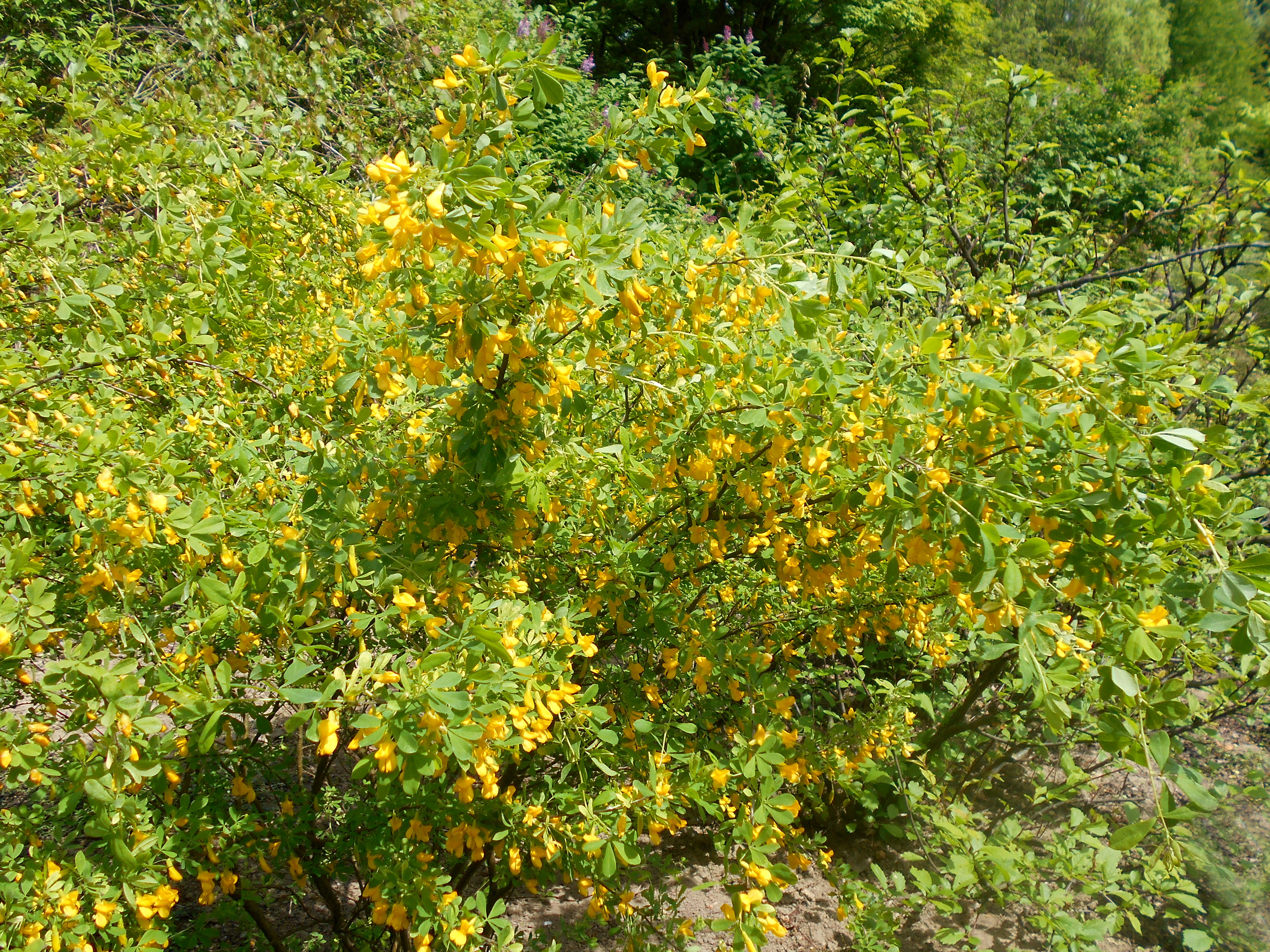
Karagana podolska

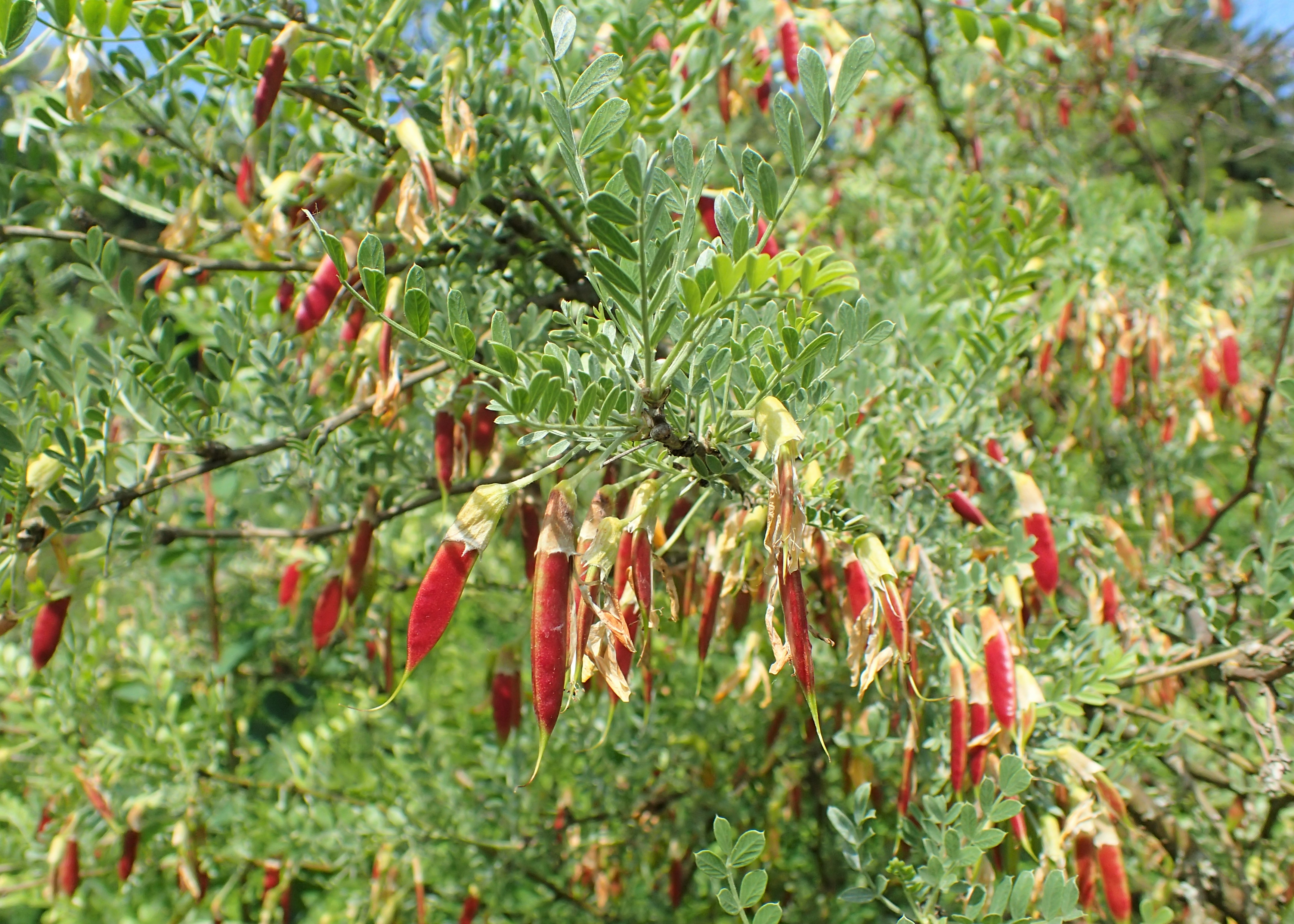
Karagana pomarańczowa

Karagana (Caragana Lam.) – rodzaj roślin należący do rodziny bobowatych. Obejmuje 91 gatunków. Zasięg rodzaju obejmuje wschodnią Europę (na wschód od Bułgarii i Ukrainy) poprzez niemal całą Azję (bez południowej części tego kontynentu), po Rosyjski Daleki Wschód. Są to rośliny drzewiaste występujące na obszarach suchych, często w górach, w różnych formacjach – leśnych, zaroślowych i trawiastych.
Uprawiane są jako rośliny ozdobne, najczęściej karagana syberyjska C. arborescens. W obrębie zasięgu są ważnym źródłem drewna opałowego, służą jako źródło paszy, uprawiane są w formie pasów wiatrochronnych i dla ochrony gleby przed erozją. Służą jako rośliny miododajne, jadalne (spożywane są młode strąki), lecznicze, barwierskie i włóknodajne (z kory sporządzane są liny).
W Polsce popularnie uprawiana jest karagana syberyjska C. arborescens, znacznie rzadziej karagana podolska C. frutex, a inne gatunki bywają sadzone niemal wyłącznie w kolekcjach. Karagana syberyjska ma we florze Polski status zadomowionego antropofita.
Nazwa naukowa utworzona została ze zlatynizowanej nazwy mongolskiej tych roślin (khargana). W języku polskim dawniej rośliny te znane były pod nazwami: grochownik, grochówka, sybirka i żółta akacja.

## Morfologia

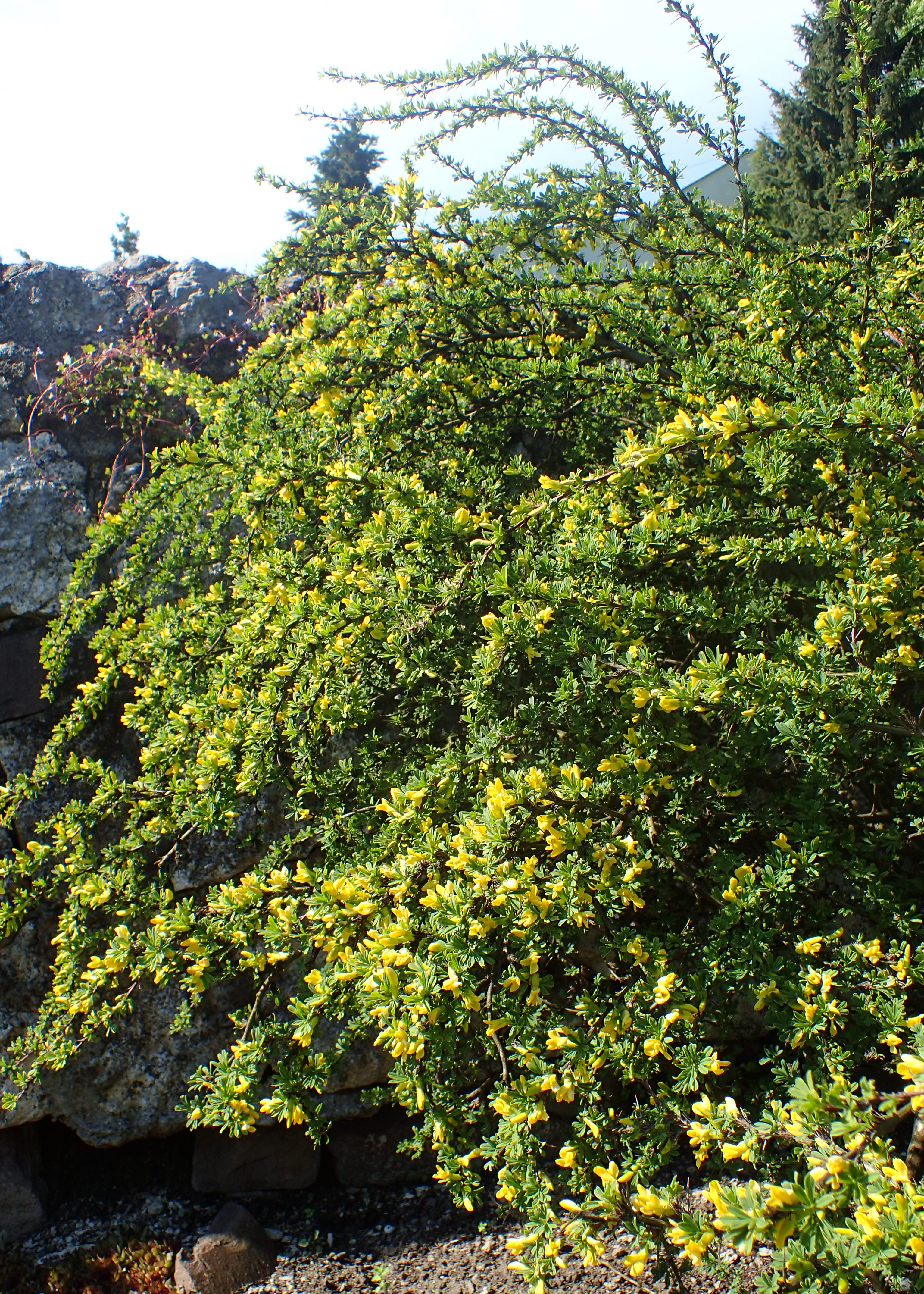
Karagana ciernista

PokrójNiewielkie drzewa do 7 m wysokości, krzewy, w tym niskie, poduszkowe i w takim wypadku bardzo podobne do roślin z rodzaju traganek Astragalus. Pędy zróżnicowane na krótko- i długopędy, zarówno przylistki jak i zachowujące się po opadnięciu listków osadki wykształcone w formie cierni. U różnych gatunków, różne części pędów bywają owłosione. Kora na starszych pędach złuszcza się wąskimi pasmami.
LiścieSezonowe i zimozielone, skrętoległe. Blaszka parzystopierzasto złożona, przy czym listków jest od 2 do 12, rzadko do 20. Listki są całobrzegie, na szczycie zwykle z małym wyrostkiem. Oś liścia często wyciągnięta w cierń, drewniejąca po opadnięciu listków. U niektórych gatunków występują odmienne liście na długo- i krótkopędach.
KwiatyWyrastają pojedynczo w kątach liści lub zebrane po kilka w pęczki. Kwiaty motylkowe, zwykle różowe, pomarańczowe lub brązowe. Kielich rurkowaty lub dzwonkowaty, z 5 nierównymi ząbkami (dwa górne zwykle krótsze). Pręcików 10, z których 9 ma nitki zrośnięte, a jeden jest wolny. Słupek pojedynczy, z jednego owocolistka, z górną zalążnią.
OwoceStrąki walcowate, wąskie, o długości do 2–5 cm.

## Systematyka
Pozycja systematyczna
Jeden z rodzajów podrodziny bobowatych właściwych Faboideae w rodzinie bobowatych Fabaceae s.l. W obrębie podrodziny należy do plemienia Hedysareae.
Wykaz gatunków
- Caragana acanthophylla Kom.
- Caragana aegacanthoides (R.Parker) L.B.Chaudhary & S.K.Srivast.
- Caragana afghanica Kitam.
- Caragana alaschanica Grubov
- Caragana aliensis Y.Z.Zhao
- Caragana alpina Y.X.Liou
- Caragana altaica Pojark. – karagana ałtajska
- Caragana ambigua Stocks – karagana niepewna
- Caragana arborescens Lam. – karagana syberyjska
- Caragana aurantiaca Koehne – karagana pomarańczowa
- Caragana balchaschensis (Kasn. ex Kom.) Pojark.
- Caragana beefensis S.N.Biswas
- Caragana bicolor Kom.
- Caragana boisii C.K.Schneid. – karagana Boisa
- Caragana bongardiana (Fisch. & C.A.Mey.) Pojark.
- Caragana brachypoda Pojark.
- Caragana brevicalyx Pamp.
- Caragana brevifolia Kom.
- Caragana brevispina Benth. – karagana krótkocierniowa
- Caragana bungei Ledeb. – karagana Bungego
- Caragana buriatica Peschkova
- Caragana camilli-schneideri Kom.
- Caragana campanulata Vassilcz.
- Caragana changduensis Y.X.Liou
- Caragana chinghaiensis Y.X.Liou
- Caragana cinerea (Kom.) Nakai
- Caragana conferta Benth. ex Baker
- Caragana cuneatoalata Y.X.Liou
- Caragana dasyphylla Pojark.
- Caragana decorticans Hemsl. – karagana łuszcząca się
- Caragana densa Kom. – karagana gęsta
- Caragana erinacea Kom.
- Caragana franchetiana Kom. – karagana Francheta
- Caragana frutex (L.) K.Koch – karagana podolska
- Caragana gerrardiana Benth. – karagana Gerarda
- Caragana gobica Sanchir
- Caragana grandiflora DC. – karagana wielkokwiatowa
- Caragana halodendron (Pall.) Dum.Cours.
- Caragana jubata (Pall.) Poir. – karagana grzywiasta
- Caragana junatovii Gorbunova
- Caragana kirghisorum Pojark.
- Caragana koreana Nakai
- Caragana korshinskii Kom.
- Caragana kozlowii Kom.
- Caragana laeta Kom. – karagana późna
- Caragana leiocalycina (Hub.-Mor.) Hub.-Mor.
- Caragana leucophloea Pojark.
- Caragana leucospina Kom.
- Caragana leveillei Kom.
- Caragana liouana Zhao Y.Chang & Yakovlev
- Caragana litwinowii Kom.
- Caragana maimanensis Rech.f.
- Caragana manshurica (Kom.) Kom.
- Caragana media Sanchir
- Caragana microphylla Lam. – karagana drobnolistna
- Caragana opulens Kom.
- Caragana oreophila W.W.Sm.
- Caragana pekinensis Kom.
- Caragana pleiophylla (Regel) Pojark.
- Caragana polourensis Franch.
- Caragana polyacantha Benth.
- Caragana potaninii Kom.
- Caragana pruinosa Kom.
- Caragana przewalskii Pojark.
- Caragana pumila Pojark.
- Caragana purdomii Rehder
- Caragana pygmaea (L.) DC. – karagana karłowata
- Caragana qingheensis Zhao Y.Chang, L.R.Xu & F.C.Shi
- Caragana reticulata Rehder
- Caragana roborovskyi Kom.
- Caragana rosea Turcz. ex Maxim.
- Caragana scythica (Kom.) Pojark.
- Caragana shensiensis C.W.Chang
- Caragana shuidingensis C.Y.Yang & N.Li
- Caragana sinica (Buc'hoz) Rehder – karagana chińska
- Caragana soongorica Grubov
- Caragana spinifera Kom.
- Caragana spinosa (L.) Vahl ex Hornem. – karagana ciernista
- Caragana stenophylla Pojark.
- Caragana stipitata Kom.
- Caragana sukiensis C.K.Schneid.
- Caragana tangutica Maxim. ex Kom.
- Caragana tekesiensis Y.Z.Zhao & D.W.Zhou
- Caragana tibetica Kom.
- Caragana tragacanthoides (Pall.) Poir. – karagana tragakantowata
- Caragana turkestanica Kom. – karagana turkiestańska
- Caragana ulicina Stocks
- Caragana ussuriensis (Regel) Pojark. – karagana ussuryjska
- Caragana versicolor Benth.
- Caragana zahlbruckneri C.K.Schneid.
- Caragana zaissanica Sanchir